# Försvarsmaktens Halmstadsskolor
Försvarsmaktens Halmstadsskolor (FMHS) var en försvarsmaktsgemensam truppslagsskola för bas- och underhållsförband inom Försvarsmakten som verkade åren 1999–2004. Förbandsledningen var förlagd i Halmstads garnison i Halmstad.

## Historik
Efter försvarsbeslutet 1996 tillsatte regeringen en skolutredning, ledd av landshövding Gunnar Björk, om hur grundstrukturen i Försvarsmaktens utbildningsverksamhet kunde utvecklas. Utredning kom fram till att förändra officersutbildningen, både till innehåll och rent fysisk placering i Sverige. I utredningsrapporten SOU 1997:112, föreslogs det bland annat att Flygvapnets Halmstadsskolor (F 14) skulle avvecklas och ersättas med Försvarsmaktens Halmstadsskolor (FMHS). Förslaget antogs av riksdagen, och den 31 december 1998 avvecklades Flygvapnets Halmstadsskolor (F 14). I dess ställe skapades den 1 januari 1999 Försvarsmaktens Halmstadsskolor (FMHS), vilket övertog traditioner och samordningsansvaret över de skolor som fanns inom Flygvapnets Halmstadsskolor. Skolan var ett av få förband som inte organisatoriskt påverkades av försvarsbeslutet 2000, utan kvarstod i samma organisation.
Genom försvarsbeslutet 2004 beslutades det att avveckla Försvarsmaktens Halmstadsskolor den 31 december 2004, och i dess ställe från och med den 1 januari 2005 inrätta Försvarsmaktens tekniska skola (FMTS). Skolan bildades av Försvarsmaktens Halmstadsskolor, Arméns tekniska skola och delar av Örlogsskolorna i Berga och Karlskrona. Med tanke på den omorganisation som Försvarsmakten ställdes inför gällande att inrätta Försvarsmaktens tekniska skola, skulle den vara fullt organiserad i Halmstad senast den 31 december 2009, vilket medförde att den gamla skolorganisationen från Försvarsmaktens Halmstadsskolor fortlevde under en tid efter 2005.

## Ingående enheter
| Beteckning | Namn                                     | Aktiv     | Kommentar                                                                      |
| ---------- | ---------------------------------------- | --------- | ------------------------------------------------------------------------------ |
| BasUhS     | Försvarsmaktens bas- och underhållsskola | 1999–2004 | Bildad 1999 genom sammanslagning av BBS och US Delar överfördes 2005 till FMTS |
| FTS        | Flygtekniska skolan                      | 1999–2004 | Överförd 1999 från Flygvapnets HalmstadsskolorÖverförd 2005 till FMTS          |
| FFL        | Flygtrafiktjänstskolan                   | 1999–2004 | Överförd 1999 från KrigsflygskolanÖverförd 2005 till FMTS                      |
| ITS        | Informationsteknologiskolan              | 1999–2004 | Överförd 1999 från Flygvapnets HalmstadsskolorÖverförd 2005 till FMTS          |
| VÄDS       | Flygvapnets väderskola                   | 1999–2004 | Överförd 1999 från KrigsflygskolanÖverförd 2006 till FM METOCC                 |

### Försvarsmaktens bas- och underhållsskola
Försvarsmaktens bas- och underhållsskola (BasUhS) bildades den 1 januari 1999 genom att de tre skolorna Flygvapnets basbefälsskola (BBS), underhålls delen ur Arméns underhålls- och motorskola (US) i Skövde och Marinens intendenturskola (MintS) i Karlskrona sammanfördes i Halmstad till en ny fackskola. Den nya skolan BasUhS blev en försvarsmaktsgemensam skola och svarade för funktionsutbildning i bastjänst och underhållstjänst/förnödenhetsförsörjning för hela Försvarsmakten. Den 31 december 2004 övergick Bas- och underhållsskolan till en avvecklingsorganisation, och i dess ställe bildades den 1 januari 2006 den nya skolan Försvarsmaktens logistik och motorskola (LogS) i Skövde. Kvar i Halmstad blev Bas/Log-avdelningen. Dock överfördes inte utbildningen i basförbandstjänst på högre nivå till någon ny skola. I Försvarsmaktens "Organisation 13" bildades Flygvapnets Basbefälskola (BBS) vid Luftstridsskolan.

### Flygtrafiktjänstskolan
Flygtrafiktjänstskolan (FFL) bildades 1965 vid dåvarande Roslagens flygkår (F 2) och svarade för utbildning av reservofficerare i flygtrafiktjänst, grundutbildning av värnpliktiga trafikledarbiträden samt specialutbildning av flygtrafikledningspersonal till krisorganisationen. Efter en utredning som gjordes av Försvarets fredsorganisationsutredning (FFU), presenterades 1971 en rad förändringar inom Flygvapnets fredsorganisations. FFU föreslog att samtliga flygkårer skulle avvecklas, inklusive en jaktflottilj, det vill säga Roslagens flygkår (F 2) i Hägernäs, Svea flygkår (F 8) i Barkarby, Hallands flygkår (F 14) och Södertörns flygflottilj (F 18) vilka skulle avvecklas under 1972. Istället skulle två markskoleförband bildas för utbildning i marktjänst, Flygvapnets Halmstadsskolor (F 14) och Flygvapnets Södertörnsskolor. Därmed kom Flygtrafiktjänstskolan vid Roslagens flygkår år 1973 att överföras till Krigsflygskolan. Skolan lokaliserades till Herrevadskloster strax utanför Ljungbyhed. Den 13 december 1996 antog riksdagen regeringens proposition 1996/97:4, vilken var etapp 2 i försvarsbeslutet 1996, där det beslutades att Krigsflygskolan i Ljungbyhed skulle avvecklas senast den 30 juni 1998. Genom att Krigsflygskolan skulle avvecklas överfördes Flygtrafiktjänstskolan till Försvarsmaktens Halmstadsskolor (FMHS), och blev där en fackskola för utbildning i flygtrafiktjänst. 

### Flygtekniska skolan
Flygtekniska skolan (FTS) bildades 1942 som Flygvapnets tekniska skola vid dåvarande Flygvapnets centrala skolor (FCS) i Västerås. År 1962 omlokaliserades skolan till Hallands flygkår (F 14) i Halmstad. I samband med att Hallands flygkår avvecklades 1972, överfördes skolan till det nya skolförbandet Flygvapnets Halmstadsskolor (F 14). Den 31 december 1998 avvecklades Flygvapnets Halmstadsskolor, och skolan överfördes till Försvarsmaktens Halmstadsskolor, där den namnändrades till Flygtekniska skolan. I samband med att Försvarsmaktens Halmstadsskolor avvecklades år 2004 överfördes skolan till det nya skolförbandet Försvarsmaktens tekniska skola.

### Informationsteknologiskolan
Informationsteknologiskolan (ITS) eller bara IT-skolan bildades 1995 vid Flygvapnets Halmstadsskolor genom att skolorna Flygvapnets sambands- och stabstjänstskola (FSS) och Flygvapnets markteletekniska skola (FMTS) sammanfördes till en skola. I samband med att Flygvapnets Halmstadsskolor avvecklas 1998 överfördes ITS till Försvarsmaktens Halmstadsskolor.

### Flygvapnets väderskola
Flygvapnets väderskola (VÄDS) bildades 1951 vid Roslagens flygkår (F 2). År 1962 omlokaliserades skolan till Kalmar, och blev där en fackskola inom Kalmar flygflottilj (F 12). I samband med att F 12 avvecklades 1980 övergick skolan en kort tid som ett detachement till Blekinge flygflottilj (F 17). Dock beslutade riksdagen genom försvarsbeslutet 1982 att detachementet i Kalmar skulle avvecklas, och skolan skulle omlokaliseras till Krigsflygskolan i Ljungbyhed. När sedan Krigsflygskolan avvecklades genom försvarsbeslutet 1996 överfördes skolan till Försvarsmaktens Halmstadsskolor. I samband med att Försvarsmaktens Halmstadsskolor avvecklades 2004, inordnades skolan under 2006 som en avdelning inom Försvarsmaktens meteorologi- och oceanograficentrum (FM METOCC).

## Heraldik och traditioner
Försvarsmaktens Halmstadsskolor antog den 15 november 1999 "Svensk entrémarsch" (Söderlund) som förbandsmarsch. Marschen övertogs från Flygvapnets Halmstadsskolor. Åren 2006–2017 användes marschen Försvarsmaktens tekniska skola. År 2004 instiftades Försvarsmaktens Halmstadsskolors minnesmedalj i silver (FMHSMM).

## Förbandschefer
- 1999–2001: Olof Ljung
- 2002–2004: Örjan Nilson

## Namn, beteckning och förläggningsort
| Försvarsmaktens Halmstadsskolor | 1999-01-01 | – | 2004-12-31 |

| FMHS | 1999-01-01 | – | 2004-12-31 |

| Halmstads garnison | 1999-01-01 | – | 2004-12-31 |